# Georg Grüner
Georg Johan Røebye Grüner (26. oktober 1817 på Førslevgård – 16. november 1890 på Ravnstrup) var en dansk godsejer, bror til Gustav Grüner.

## Godsejer
Han var søn af forpagter, krigsassessor, senere godsejer og generalkrigskommissær Gustav Grüner til Kærup (1791-1869) og Mariane Birgitte Røebye (1795-1859). 
Grüner blev student fra Sorø Akademi i 1836 og juridisk kandidat i 1842. I 1844 købte faderen hovedgården Ravnstrup i Sjælland til ham, og han erhvervede senere ved køb gårdene Lille Svenstrup og Tersløsegård, på hvilken sidste han i forening med tre andre soranere, greverne C.E. Frijs-Frijsenborg og Julius Frijs-Juellinge samt baron Otto Rosenørn-Lehn, oprettede det Holbergske Enkesæde. Endelig overtog han efter faderens død også Kærup. Skønt Grüner i længere tid selv drev flere af disse gårde, var han ikke egentlig landmand, hvorimod han nærede megen interesse for kommunale, sociale og politiske spørgsmål.

## Politisk vakt
Han viste dette på forskellig måde, såsom ved næsten i en menneskealder at fungere som sognerådsformand, ved at stifte en lokal sparekasse, som han stadig vedblev at lede personlig, samt ved at medvirke til dannelsen af Oktoberforeningen (1865), der skulle være en fællesrepræsentation for de store og små bønder. 1844 blev han medlem af Herlufmagle Sogneråd og i næsten en menneskealder dets formand, og 1854-56 sad han i Præstø Amtsråd. Politisk var han konservativ.
Han blev medlem af Oktoberforeningens bestyrelse og kom i denne egenskab til at spille en rolle ved dannelsen i 1865 af Ministeriet Frijs – "Soranerministeriet" –, idet han ivrig arbejdede på at stemme J.A. Hansen gunstig for en overenskomst, hvilket som bekendt også lykkedes. Aktiv del i politikken kom han dog aldrig til at tage; skønt han stillede sig flere gange til valg, 1861 i Køgekredsen og sidst i 1865 i Slagelsekredsen til Rigsrådets Folketing, støttet af Bondevennerne, lykkedes det ham ikke at blive valgt. Som repræsentant for landbointeresserne deltog Grüner endvidere i oprettelsen 1871 af Landmandsbanken, i hvilken han i nogle år (1871, 1872 og 1884) var formand i bankrådet, ligesom han også var medlem af repræsentantskabet for Landbygningernes Brandforsikring og for Sjællands Stifts Brandforsikring. Mest bekendt er dog Grüner ved sin virksomhed for forbedring af Landarbejdernes stilling. I dette øjemed tog han initiativet til oprettelsen af "De forenede Kommuners Alderdomsforsørgelseskasse" (1872), en institution, der bød arbejderklassen forskellige fordele og vandt ikke ringe tilslutning hos de sjællandske kommuner, og han vedblev lige til sin død at være kassens præsident og med stor iver at virke for den.

## Hæder
Grüner blev udnævnt til jægermester 1846, hofjægermester 1861, Ridder af Dannebrog 1865, Dannebrogsmand 1874 og kammerherre 1882.
Han blev gift 15. august 1867 i Garnisons Kirke med Clara Gudrun Simonsen (6. februar 1850 i København - 6. juni 1881 på Ravnstrup), datter af cand.jur., fuldmægtig i Indenrigsministeriet Carl Gisle Gunnar Simonsen (1813-1884) og Ida Sofie Adamine Clara Rosalie Krogh-Kierulff (1824-1909).
Han er begravet på Herlufmagle Kirkegård.

## Gengivelser
- Portrætmaleri af C.S. (C.A. Schleisner?) 1848
- Portrætmaleri af August Schiøtt 1858
- Portrætmaleri af Edvard Lehmann 1875
- Xylografi af Wilhelm Obermann 1873
- Fotografier af Niels Willumsen og Julius Goebel, Bad Ems (Det Kongelige Bibliotek)